# Alter Jüdischer Friedhof (Vreden)

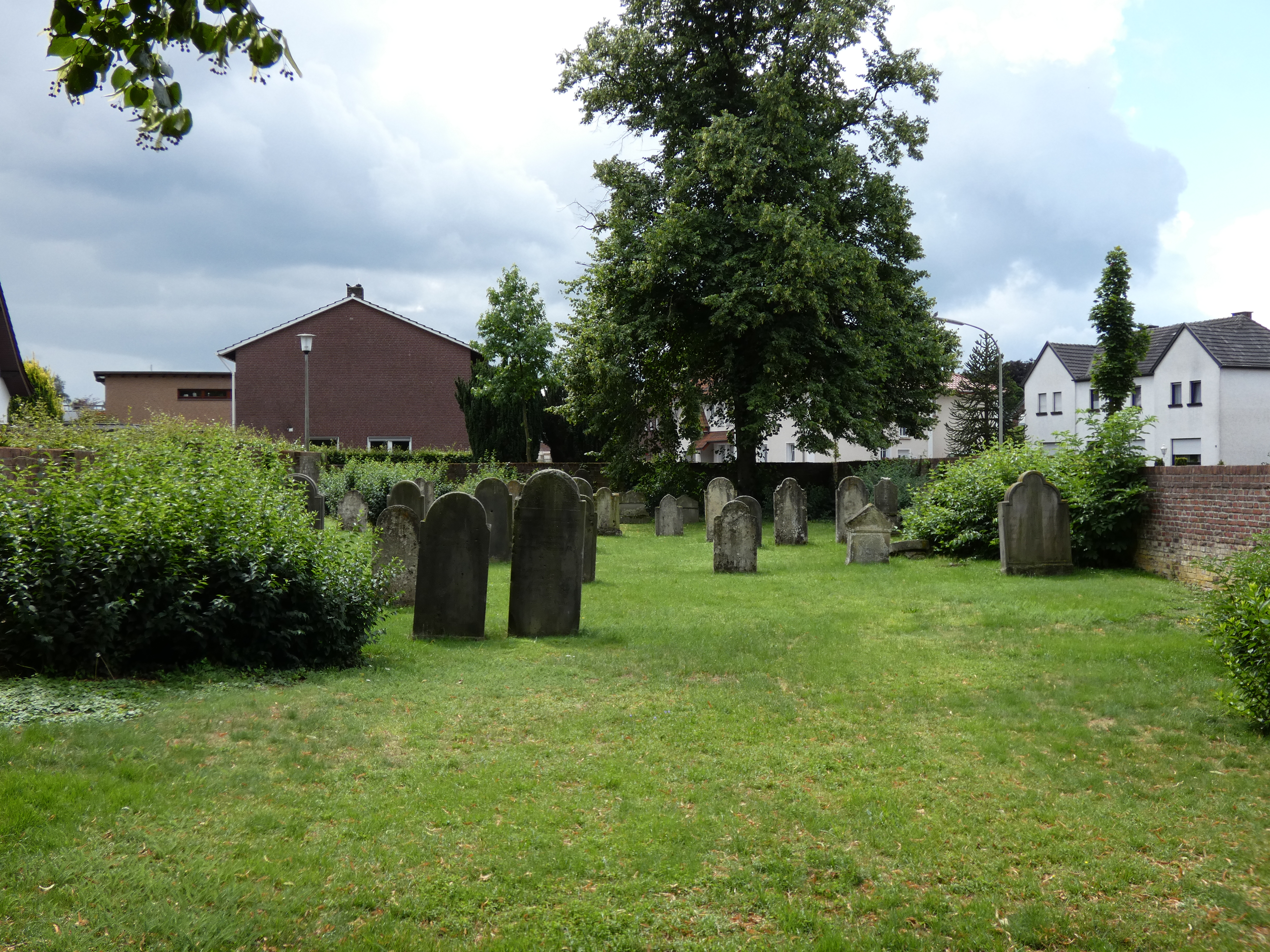
Jüdischer Friedhof in Vreden am Dewesweg

Der Alte Jüdische Friedhof in Vreden, einer Stadt im Kreis Borken im Nordwesten von Nordrhein-Westfalen, ist ein geschütztes Kulturdenkmal.
Auf dem Friedhof in der Oldenkotter Straße/Dewesweg, der von 1818 bis 1930 belegt wurde, befinden sich 40 Grabsteine.